# کاترین جفرتس شوری
کاترین جفرتس شوری (انگلیسی: Katharine Jefferts Schori؛ زادهٔ ۲۶ مارس ۱۹۵۴) یک کشیش، و اقیانوس‌شناس اهل ایالات متحده آمریکا است.